# Shakti Singh
Pour les articles homonymes, voir Singh.
Shakti Singh (né le 14 mai 1962) est un athlète indien spécialiste du lancer du poids et du lancer du disque.

## Biographie

### Palmarès
| Date | Compétition          | Lieu         | Résultat | Épreuve          | Performance |
| ---- | -------------------- | ------------ | -------- | ---------------- | ----------- |
| 1989 | Championnats d'Asie  | New Delhi    | 3e       | Lancer du disque | 55,60 m     |
| 1991 | Championnats d'Asie  | Kuala Lumpur | 2e       | Lancer du disque | 53,26 m     |
| 1995 | Championnats d'Asie  | Djakarta     | 3e       | Lancer du poids  | 18,07 m     |
| 1998 | Championnats d'Asie  | Fukuoka      | 3e       | Lancer du poids  | 18,40 m     |
| 1998 | Jeux asiatiques      | Bangkok      | 2e       | Lancer du poids  | 18,81 m     |
| 2000 | Championnats d'Asie  | Djakarta     | 1er      | Lancer du poids  | 19,77 m     |
| 2002 | Jeux asiatiques      | Busan        | 3e       | Lancer du poids  | 18,27 m     |
| 2003 | Championnats d'Asie  | Manille      | 2e       | Lancer du poids  | 19,04 m     |
| 2003 | Jeux afro-asiatiques | Hyderabad    | 1er      | Lancer du poids  | 19,05 m     |
| 2005 | Championnats d'Asie  | Incheon      | 7e       | Lancer du poids  | 17,88 m     |

### Records
| Épreuve          | Performance | Lieu      | Date           |
| ---------------- | ----------- | --------- | -------------- |
| Lancer du poids  | 20,60 m     | Bangalore | 5 juillet 2000 |
| Lancer du disque | 61,72 m     | Bangalore | 25 juin 1994   |